# Christian Hoffmann
Christian Hoffmann (n. 22 decembrie 1974, Aigen im Mühlkreis⁠(d), Austria Superioară, Austria) este un schior de fond ce a reprezentat Austria, medaliat olimpic. A participat la 2 ediții ale Jocurilor Olimpice (1998, 2002) în care a câștigat o medalie de aur.